# Tata Group

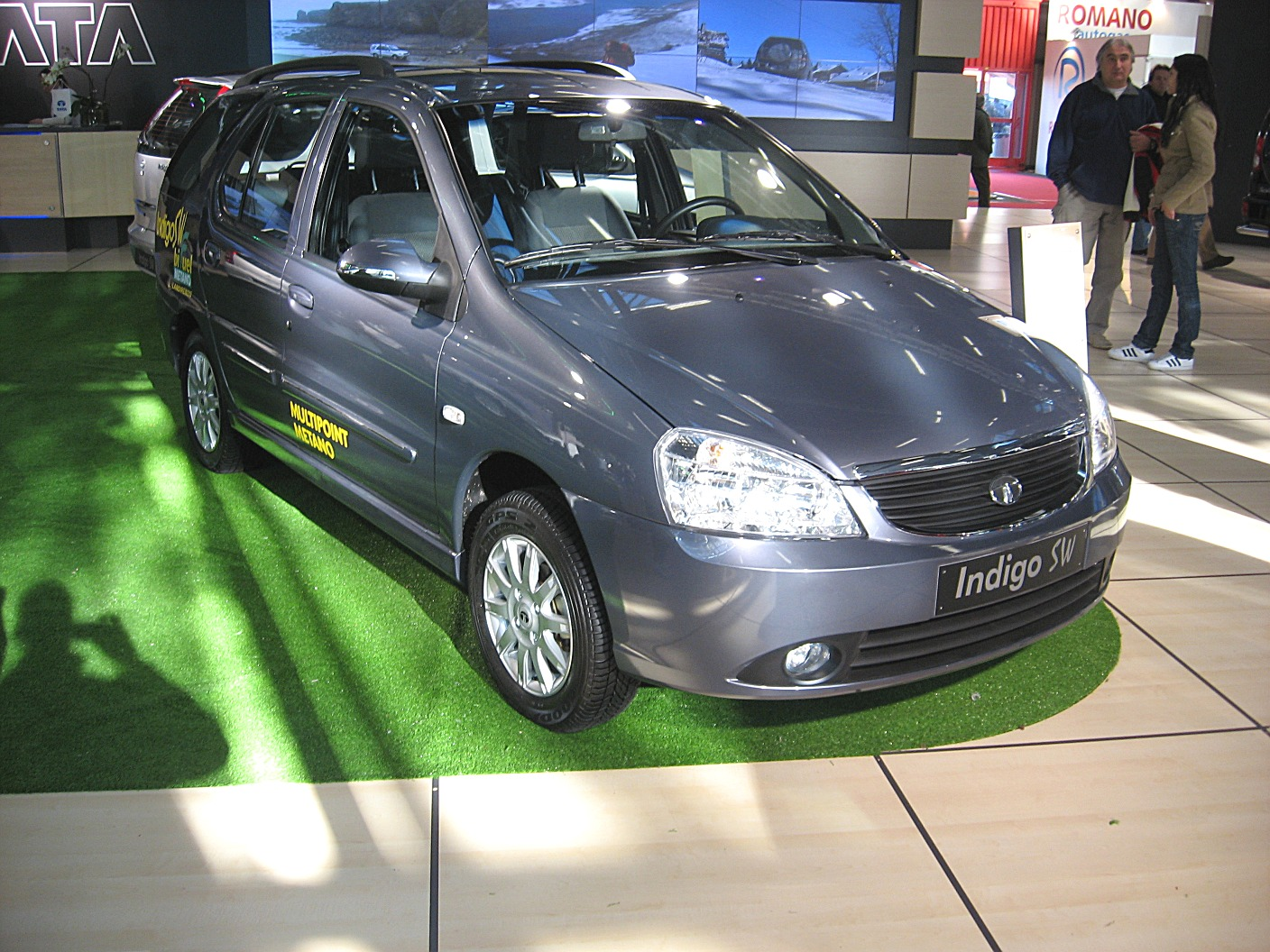
Tata Indigo SW, un dels productes de Tata Motors.

Tata Group (hindi:टाटा समूह) és un important conglomerat multinacional amb seu social a Bombai, Índia. Va ser fundada per Jamsetji Tata en 1860.
En termes de capitalització i beneficis, Tata Group és la major entitat privada de l'Índia, i ha estat reconeguda com una de les companyies més respectades del món durant anys. Està present en els sectors de l'acer, automoció, tecnologies de la informació, comunicacions, aviació comercial, elèctriques, te i hotels. Tata Group opera en més de 85 països dels 6 continents, exportant béns i serveis a més de 80 nacions i facturant anualment uns 18.000 milions de dòlars per any, aproximadament el 2% del producte interior brut de l'Índia.
De les companyies que formen el grup Tata, la més coneguda a Occident és Tata Motors, abans coneguda com a TELCO (Tata Engineering and Locomotives Ltd) que produeix automòbils per al mercat indi. La seua gamma de productes inclou turismes, vehicles utilitaris, i vehicles comercials per al transport de tota mena de mercaderies i passatgers. És propietària de les marques Jaguar i Land Rover des que les comprara a Ford Motors l'any 2008.
Altres empreses importants del grup Tata són: Tata Steel, la quarta empresa més important al sector de l'acer a nivell mundial, i propietària de Corus (antigament coneguda com a British Steel), Air India o les empreses Tata en el camp de les telecomunicacions.